# Puntate di MythBusters (prima stagione)
La prima stagione di MythBusters è stata trasmessa in prima visione negli Stati Uniti d'America dal network Discovery Channel dal 23 gennaio 2003.
Gli episodi sono 8.
| n° | Titolo originale                   | Titolo Italiano                      | Prima TV Usa      | Prima TV Italia |
| -- | ---------------------------------- | ------------------------------------ | ----------------- | --------------- |
| 1  | Exploding toilet                   | Gabinetto Esplosivo                  | 23 settembre 2003 | -               |
| 2  | Cell Phone Destroys Gas Station    | Cellulare distrugge pompa di benzina | 3 ottobre 2003    | -               |
| 3  | Barrel of Bricks                   | Una botte piena di mattoni           | 10 ottobre 2003   | -               |
| 4  | Penny Drop                         | La caduta del penny                  | 17 ottobre 2003   | -               |
| 5  | Buried Alive                       | Sepolto vivo                         | 24 ottobre 2003   | -               |
| 6  | Lightning Strikes/Tongue Piercings | Fulmini e piercing                   | 11 novembre 2003  | -               |
| 7  | Stinky Car                         | Macchina puzzolente                  | 5 dicembre 2003   | -               |
| 8  | Alcatraz Escape                    | Fuga da Alcatraz                     | 12 dicembre 2003  | -               |

## Gabinetto esplosivo
- Titolo originale: Exploding Toilet

Primo episodio.

### Proiettili magici (Magic bullet)
| Descrizione mito                                                                                                | Esito                  | Spiegazione dell'esito |
| Un proiettile di ghiaccio può uccidere qualcuno senza lasciare traccia                                          | Sfatato (Busted)       | Il proiettile di ghiaccio evapora prima di lasciare la canna. |
| Un proiettile di carne può uccidere qualcuno senza lasciare traccia.                                            | Sfatato (Busted)       | Il proiettile hamburger si frammenta a contatto con la pelle, causando solo danni superficiali |
| Un proiettile di gelatina può uccidere qualcuno senza lasciare traccia                                          | Sfatato (Busted)       | Sparato con un 6.5 x 52 mm il proiettile non riuscì a provocare danni letali |
| Un assassino può usare una capsula di veleno sparata da un ombrello per uccidere qualcuno senza lasciare tracce | Confermato (Confirmed) | È noto che sia stata la causa di morte di un giornalista bulgaro Georgi Markov. I Mythbusters hanno costruito delle efficienti repliche con una bombola a gas e una pistola ad aria e hanno entrambi sparato con effetti letali senza lasciare tracce di polvere da sparo. |

| Titolo                                  | Descrizione mito                                                                      | Esito            | Spiegazione dell'esito |
| Gabinetto esplosivo(Exploding toilet)   | Versare benzina dentro un gabinetto ed accenderla, porterà il gabinetto ad esplodere. | Sfatato (Busted) | La benzina bruciò semplicemente senza esplodere. Anche rovesciare mezza lattina di polvere da sparo nel gabinetto non è abbastanza per causare l'espulsione di Buster (Il manichino dei test) dal sedile. |
| Chi si bagna di più? (Who gets wetter?) | Una persona si bagnerà di meno se corre sotto la pioggia anziché camminare            | Sfatato (Busted) | I due indossarono delle tute da lavoro e attraversarono da 5.1 a 7.6 millimetri di pioggia artificiale all'ora per comparare la camminata e la corsa. Le tute vennero poi pesate per stabilire quale delle due aveva assorbito più acqua. Sotto hanno indossato degli indumenti per evitare l'assorbimento del sudore come variabile. I test hanno dimostrato che chi corre si bagna di più. Questo mito venne confutato in un successivo speciale. |

## Cellulare distrugge pompa di benzina
- Titolo originale: Cell Phone Destroy Gas Station

### Trama
| Titolo                                        | Descrizione mito                                                                                                 | Esito                  | Spiegazione dell'esito |
| Distruzione cellulare (Cellphone Destruction) | Usare un cellulare mentre si fa benzina causerà un'esplosione                                                    | Sfatato (Busted)       | Dopo aver bruciacchiato il sopracciglio di Adam nel test a scala ridotta, il team cerca di infiammare una pompa di benzina. Un cellulare funzionante non riuscì a scatenare l'incendio anche quando venne circondato da vapori di benzina e con la giusta miscela di aria-benzina necessaria all'innesco. Il rischio può venire soltanto da una scarica elettrostatica tra un guidatore carico e la macchina, spesso un risultato dell'elettricità statica formatasi entrando ed uscendo dalla macchina. Quando venne ritestato in "Miti Rivisitati" questo risultato venne nuovamente confermato. |
| Seno al silicone (Silicone Breasts)           | Impianti a silicone per il seno possono esplodere ad elevate altitudini o in condizioni di bassa pressione       | Sfatato (Busted)       | Usando una camera ipobarica gli impianti si gonfiarono sensibilmente solo ad 11000 metri, un'altitudine troppo elevata per permettere ad un essere umano di sopravvivere. Invece un test in una camera di decompressione non sortì alcun effetto. Uno studio concluse che la bassa pressione in grado di distruggere gli impianti causerebbe prima di tutto la morte del soggetto. |
| CD Esplosivi (Exploding CDs)                  | Un compact disc si può danneggiare o distruggersi se posizionato in un masterizzatore a velocità superiore a 40x | Plausibile (Plausible) | È stato provato che una rotazione molto veloce (superiore ai 23000 giri al minuto) potrebbe rompere il CD, ma i MythBusters non riuscirono ad ottenere tale risultato usando un masterizzatore inalterato. I CD già danneggiati e sbilanciati rendono più facile che avvenga questo fatto. In conclusione i MythBusters catalogano l'evento come plausibile per quanto accada molto raramente |

## Una botte piena di mattoni
- Titolo originale: Barrel of bricks

### Trama
| Titolo                                                | Descrizione mito | Esito                  | Spiegazione dell'esito |
| Una botte piena di mattoni (Barrel of Bricks)         | Un carpentiere che solleva una botte di legno piena di mattoni con una carrucola dalla cima di un palazzo a tre piani può essere ferito ripetutamente. | Plausibile (Plausible) | I Mythbusters furono in grado di ferire Buster colpendolo con la botte discendente mentre lui la sollevava ma la botte non si ruppe disperdendo il suo contenuto sino a quando non venne deliberatamente indebolita rimuovendo i cerchi e facendola cadere su una superficie appuntita. Questo permise al peso di Buster di superare la botte rotta e cadere, mentre un meccanismo di rilascio veloce nella mano di Buster che teneva la corda permise alla botte di cadere una seconda volta per il terzo urto. Ma non c'è nessuna prova che il mito avvenne realmente: sembra che questa storia comparve per la prima volta in un libro di barzellette. Questo test fu il primo nel quale Buster si ruppe subendo gravi danni. |
| Urinare sulla terza rotaia (Peeing on the third rail) | Fare pipì sulla terza rotaia elettrica di un binario può causare elettrificazione                                                                      | Sfatato (Busted)       | Dato che il gel balistico ha la stessa resistenza elettrica del corpo umano, i Mythbuster costruirono un pupazzo con una valvola urinatoria ed un grilletto elettrico che si sarebbe acceso all'esposizione di corrente. Anche bagnando i piedi e togliendo le scarpe non si riuscì a far scattare l'interruttore a causa del flusso di urina che non rimaneva laminare e abbastanza solido da completare un circuito. Una valvola più grossa fallì nel creare un getto solido, ma ci si riuscì avvicinando irrealisticamente il fantoccio alle rotaie. |

Mentre testavano il mito alla stazione dei treni, gli operatori diedero il permesso ad Adam di testare un mini mito con uno dei loro motori. 
| Descrizione mito                                                  | Esito            | Spiegazione dell'esito |
| Piazzare una moneta sulle rotaie basta a far deragliare un treno. | Sfatato (Busted) | Adam piazzò quattro tipi diversi di monete sui binari contemporaneamente, ma nessuna di queste ebbe effetti visibili sul motore. Tutto quello che successe fu che le monete furono allungate e parzialmente sciolte dall'intenso attrito generato quando il motore ci passò sopra. |

| Titolo                                   | Descrizione mito | Esito            | Spiegazione dell'esito |
| Portafogli di torpedine (Eelskin wallet) | Utilizzando un portafoglio di pelle di torpedine si causerà un campo elettrico che causerà la smagnetizzazione di una carta a banda magnetica | Sfatato (Busted) | Molti dei portafogli di anguilla non sono fatti con le torpedini ma con pesci chiamati Missine che non producono cariche elettriche. Dati salvati su una serie di carte di controllo non furono minimamente toccati dall'esposizione, nonché dal contatto diretto con un'anguilla in un recipiente. In più furono condotti altri test per vedere quanto magnetismo sarebbe necessario per cancellare una carta ed il risultato fu 1000 gauss, molto di più di quanto una persona media potrebbe mai incontrare. |

## La caduta del penny
- Titolo originale: Penny Drop

### Trama
| Titolo                                        | Descrizione mito | Esito            | Spiegazione dell'esito |
| La caduta del penny (Penny Drop)              | Una monetina lanciata da un grattacielo cade con abbastanza forza da uccidere un pedone che cammina sul marciapiede di sotto o da incastrarsi nel marciapiede | Sfatato (Busted) | Sparando la moneta a velocità terminale dentro dischi di cemento, acciaio e dentro ad un cranio con scheletro fatto di gel balistico, non si riuscì ad ottenere nessuna penetrazione probabilmente perché la velocità è troppo bassa e la massa della monetina troppo piccola. Anche se sparata da un fucile, la monetina fallì. Anche modificando un fucile per spararla oltre la velocità del suono, non si ottennero risultati. Un vero proiettile 6.5 mm invece penetrò il cranio del manichino. Visitando l'Empire State Building, la fonte del mito, i Mythbusters notarono che le correnti ascensionali e i tetti dei piani inferiori impedirebbero alla moneta di giungere al livello del manto stradale. |
| Impianti dentali radio (Radio tooth fillings) | È possibile captare segnali radio attraverso un impianto dentale                                                                                              | Sfatato (Busted) | L'impianto in oro e quello in amalgama non fecero da antenna o da transistor quando piazzati in un reale scheletro. Spiegazioni per la supposta percezione del codice Morse sono quella della formazione di una cella galvanica tra due impianti e la saliva |

### Follie al microonde
| Descrizione mito | Esito                            | Spiegazione dell'esito |
| È possibile bollire gli organi interni di qualcuno usando un lettino abbronzante troppo spesso in una maniera simile a come funziona un microonde. | Sfatato (Busted)                 | I lettini abbronzanti funzionano con le radiazioni ultraviolette che penetrano il corpo da fuori verso dentro, quindi il massimo che si otterrebbe sarebbe una scottatura. Dimostrarono anche che i forni a microonde non cuociono il cibo da dentro verso fuori.                                                                     |
| È possibile far esplodere un forno a microonde, inserendoci dentro dei pezzi di metallo                                                            | Sfatato (Busted)                 | Ne una forchetta ne un cucchiaio ebbero alcun effetto. La carta stagnola produsse delle scintille con effetti magnetici ma il microonde non esplose. Comunque inserendo oggetti di metallo nel microonde le radiazioni possono essere riflesse indietro al magnetron e l'apparecchio può distruggersi o comunque avere vita più breve |
| Se un bicchiere di acqua è messo nel microonde, rimosso e vi si piazza un additivo all'interno, può esplodere per surriscaldamento.                | Confermato (Confirmed)           | Se l'acqua non ha impurità al momento del surriscaldamento, qualsiasi tipo di additivo inseritovi causerà una trasformazione rapida in vapore e uno spruzzo violento. |
| È possibile costruire un super forno a microonde mettendo quattro magnetrons attorno ad una scatola di metallo.                                    | Sfatato unofficialmente (Busted) | Se si potesse costruire un microonde in una maniera simile, di sicuro il metodo mostrato in puntata non è corretto. Un bicchiere di acqua esposto a questo congegno ebbe la sua temperatura che addirittura diminuì di due gradi Fahrenheit                                                                                           |

## Sepolto vivo
- Titolo originale: Buried Alive

### Trama
| Titolo | Descrizione mito | Esito | Spiegazione dell'esito |
|        |                  |       |                        |